# Mario Mattioli (pallavolista)
Mario Mattioli (Ravenna, 1º gennaio 1945 – Firenze, 30 maggio 2003) è stato un pallavolista e allenatore di pallavolo italiano.
Palleggiatore, è considerato oggi come uno dei primi fuoriclasse italiani nella sua disciplina.

## Carriera
Cresciuto nella Robur Ravenna come schiacciatore, si trasferì presto a Firenze, nella squadra dei Vigili del Fuoco Ruini, dove assunse il ruolo con cui ottenne poi successo. Con i toscani vinse i primi tre scudetti della sua carriera (1967-68, 1970-71 e 1972-73). Convocato per la prima volta in Nazionale nell'aprile 1965, per la "Coppa Primavera" che si disputava ad Porto, contribuì a una delle prime vittorie internazionali della squadra azzurra, l'oro alle Universiadi di Torino (1970).
Nel 1973, alla fine del periodo d'oro della Ruini in Serie A, fu ingaggiato dall'emergente Ariccia Volley Club. Diventò giocatore e allenatore della squadra laziale, con la quale vinse due titoli italiani, il primo nel 1974-75 e il secondo nel 1976-77, dopo il trasferimento della squadra a Roma. Continuò ad essere convocato in Nazionale con regolarità fino al 1978; conta 233 presenze in maglia azzurra. Alla vittoria del 1970 aggiunse l'argento ai Giochi del Mediterraneo 1975, svoltisi ad Algeri.
Lasciata Roma, sempre da allenatore-giocatore fu protagonista dei due buoni campionati di A disputati dall'Amaro Più Loreto nel biennio 1979-1981. Giocò ancora nel Castiglione del Lago e nel CUS Firenze, con cui ottenne una promozione in A1 nel 1982-83. Un giocatore lo ricorda con affetto e stima e dice:- "nel 1984/1985 fu allenatore, capitano e giocatore della squadra Volleyball di Arezzo. Era molto bravo, alzava la palla con un tocco divino e batteva e schiacciava indifferentemente sia con la sx che con dx. Ci insegnò a tutti in poco tempo a battere in salto. Inoltre quello che colpiva era la sua umiltà. Io, che all'epoca non sapevo ancora tuffarmi bene, in poco tempo grazie al suo aiuto ed al suo esempio (mi prese a palleggiare con lui durante il riscaldamento prima della partita) diventai molto più bravo in difesa. Mi ricordo che all'epoca abitava a Prato ed era sempre il primo ad arrivare in palestra ad Arezzo e, per non perdere tempo, se trovava la rete da montare, saliva sopra lo sgabellone dell'arbitro, così quando arrivavi lo trovavi lì sopra a tendere la rete per iniziare puntuale l'allenamento. Sono stato veramente molto fortunato a giocare con lui". Chiuse la carriera di giocatore nella Porto Ravenna, a 40 anni. Si dedicò interamente alla carriera di allenatore del Colzi Prato, in Serie B, per centrare poi la promozione in A1 con la squadra toscana nel 1991-92.
Nella seconda metà degli anni Ottanta fu anche insegnante di educazione fisica in diversi istituti superiori fiorentini.
Nel Prato allenò il figlio Francesco Mattioli, che, sulle orme del padre, è arrivato a militare in A1, giocando a Ferrara, Verona, Trento, Latina attualmente a Molfetta in A2.
Nel 1993 si ritirò a vivere a Firenze, dove morì dieci anni dopo per un male incurabile, a 58 anni.